# نفرین محو یادبود

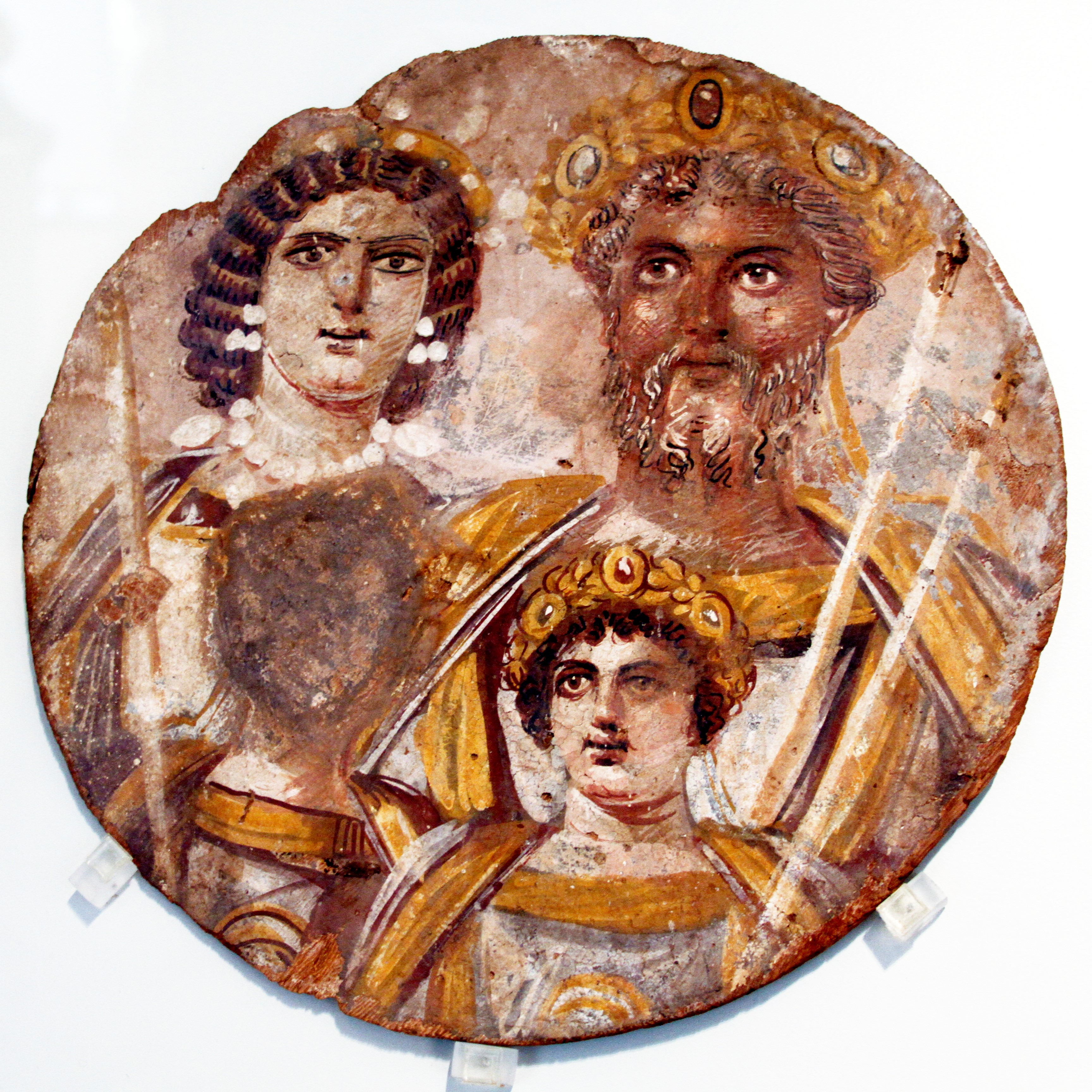
تصویری از خاندان سوران به همراه سپتیموس سوروس، همسرش جولیا دومنا، کاراکالا، و گتا، خانواده چهارنفری که به عنوان حاکمان امپراتوری روم که با هماهنگی و خوشبختی تمام حکمرانی می کنند، این تصویر نشانه سه امپراتور و یک امپراتریس قدرتمند را به نمایش می گذارد که قدرت خانوادگی را در روم نشان می دهد به عنوان الگویی برای آیندگان که خانواده ها به طور مشترک حتی همسر امپراتور هم می تواند یک حاکم کامل در کشور باشد. تصویر گتا به دلیل نفرین محو یادبودی که برادرش بر ضدش اجرا کرد، پاک شده است بعد از قتلش در سال ۲۱۲ میلادی.

نفرین محو یادبود (از واژه لاتین Damnatio memoriae به معنای "محکومیت یاد و یادگار") عملی است که در آن تصمیم به محو شخصیتی حقیقی در تاریخ گرفته می‌شود تا نام و یاد او در روزگار محو شود. این شیوه در روم باستان روشی برای سلب احترام از کسی بوده که از سوی سنای روم به عنوان خائن یا آورنده لکه ننگ برای امپراتوری روم معرفی می‌شده.

## در روم باستان
نفرین محو یادگار در روم باستان به منظور از میان بردن یاد و خاطره یک شخص در اذهان همگانی و تحریم او به کار برده می‌شده. در این صورت با نابودی یادگارهای او چنین فرض می‌شده که آن کس هرگز وجود نداشته و شهروند جامعه روم نبوده؛ جامعه‌ای که در آن شخصیت اجتماعی، آبرو، و محترم دانسته شدن توسط مردم از اصول مهم در زندگی به شمار می‌رفته.
این رسم اغلب برای بزرگان و امپراتوران پس از مرگشان اجرا می‌شده. اگر سنا یا امپراتور پسین از کارهای شخص ناراضی می‌بودند، احتمال داشت که این محو اعمال شود، دارایی‌های کس ضبط، تصاویر او پاک، و تندیس‌های او خراشیده شوند.
از جمله کسانی که در روم باستان به دلیل نفرین محو یادگار اعمال شده توسط سنا به صورت قانونی یا اعمال شده توسط کس یا کسانی در قدرت و به صورت محدود و ناکامل، آثار و نشانه‌هایشان پاک شدند می‌توان به افراد زیر اشاره کرد:
- سجانوس که بخاطر قدرت زیادی که باعث تهدید برای سرنگونی امپراتور تبیریوس می شد، متهم به خیانت شد و در سال ۳۱ میلادی بر ضد تیبریوس برای حفظ جان خود نیرنگ کرد و در یک اعدام سریع جان داد.
- دومیتیان که مرگ خشونت‌بارش به فرمانروایی دودمان فلاویان پایان داد.
- پلاوتیانوس که بخاطر نفوذ رو به رشد و منفی خود توسط جولیا دومنا همسر قدرتمند امپراتور سپتیمیوس سوروس متهم به خیانت و در سال ۲۰۵ بعد از دعوت به کاخ به اعدام سریع محکوم شد.
- پوبلیوس سپتیموس گتا که یادگارانش به صورت آشکار در روم توسط برادرش کاراکالا و در پی کشته‌شدنش توسط او در ۲۱۱ نابود. شدند.[۱]
- ماکسیمیان امپراتور روم که در ۳۱۱ به دست کنستانتین بزرگ گرفتار شد و از سوی او ناچار به انجام خودکشی شد.

## در دیگر زمان‌ها
- هروستراتوس کسی بود که برای نامدار شدن دست به آتش زدن نیایشگاه آرتمیس زد. فرمانروایان افسس تصمیم گرفتند تا نام او دیگر هرگز تکرار نشود و برای آن مجازات مرگ تعیین کردند.
- در مصر باستان، دستبرد به آرامگاه مردگان یا نابود کردن نام یک مرده به مانند نابودی آن شخص حتا در زندگی پس از مرگش بوده. از این روی مردم مصر اهمیت بالایی به حفظ و نگهداری آرامگاه‌ها و یادبودها می‌دادند.[۲]
- در میان یهودیان رسمی دیرین و مقدس در جریان بوده که هنگامی که درباره دشمنان مردم یهود یا گناهکار بسیار بدکاری سخن می‌گفتند، کسی در میان جمع بلافاصله پس از آمدن نام آن کس جمله ییماچ شمو وِزیچرو به معنای "باشد که نام و یادش نابود گردند" را بر زبان جاری می‌کرده.[۳]
- نمونه‌هایی از اجرای نفرین محو یادبود به منظوز زدودن نام یک شخصیت از اذهان همگانی در حکومت کمونیستی کره شمالی نیز گزارش شده‌است. در اکتبر ۲۰۱۲ میلادی، کیم چول معاون وزیر ارتش کره شمالی نه تنها به دلیل نوشیدن مشروبات الکلی در دوران ۱۰۰ روزه سوگواری برای کیم جونگ ایل، رهبر پیشین کشور، و بی‌احترامی به آن رهبر متوفی با شلیک خمپاره اعدام شد، که با دستور مستقیم کیم جونگ اون نامش به طور کامل از صحنه روزگار حذف شد.[۴]